# Joop Doderer

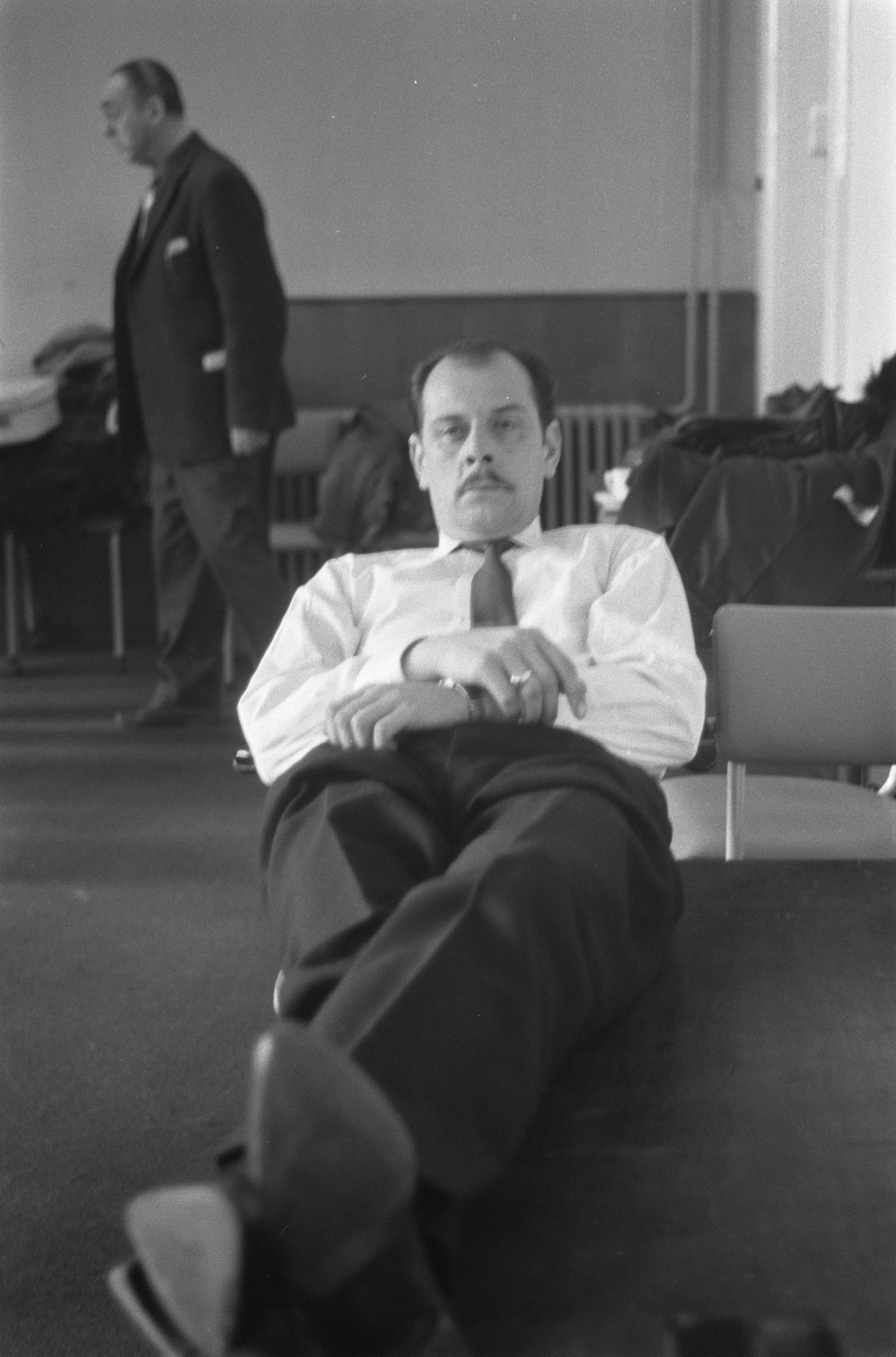
Doderer tijdens repetities voor de Driestuiversopera (1970)

Johan Heinrich (Joop) Doderer (Velsen, 28 augustus 1921 – Roelofarendsveen, 22 september 2005) was een Nederlands acteur die in Nederland grote bekendheid kreeg als de zwerver Swiebertje in de gelijknamige televisieserie die twintig jaar door de NCRV werd uitgezonden.

## Levensloop
Doderer werd geboren in een remonstrants gezin als zoon van een onderwijzer. Hij volgde de HBS in Amsterdam, kreeg toneellessen van Johan Schmitz en zakte vervolgens voor zijn toelatingsexamen voor de Amsterdamse Toneelschool. De legendarische Cor van der Lugt Melsert nam Doderer aan als volontair bij het Nederlandsch Toneel, waar hij debuteerde in Warenar. Om de kost te verdienen werkte Doderer overdag als melkrijder en krantenbezorger, en bij de PTT.
Zijn eerste echte rol kreeg Doderer in oktober 1941 in Madame Bovary als de apothekersassistent Justin. Tien dagen voor de première verving hij Fons Rademakers, die een keelontsteking had gekregen. In 1942 moest hij zich aanmelden bij de Kultuurkamer. Doderer weigerde echter. Hij dook onder in Stompetoren, waardoor voorlopig een eind kwam aan zijn toneelcarrière.
Na de oorlog speelde Doderer in veel kluchten en was hij in radioprogramma's te horen. Doderer was getrouwd van 1947 tot 1951 met Grietje Zegwaard.
In 1953 werd Doderer ontdekt door Wim Sonneveld. Doderer maakte jarenlang deel uit van diens cabaret en kreeg vanaf 1958 landelijke bekendheid. Hier leerde hij ook zijn tweede echtgenote, de acht jaar oudere Conny Stuart, kennen. Met haar was hij van 1957 tot 1960 getrouwd – zij speelden wekelijks samen in het radiohoorspel Koek & ei. Zijn derde huwelijk is met Elisabeth Wetzer. Hieruit werd in 1965 een dochter geboren. In 1972 liep ook dit huwelijk uit op een scheiding. In 1973, op zijn 52e, trouwde Doderer voor de vierde en laatste keer, ditmaal met de 21-jarige Esther de Jong. Met haar kreeg hij nog een zoon en dochter.

### Swiebertje en later leven

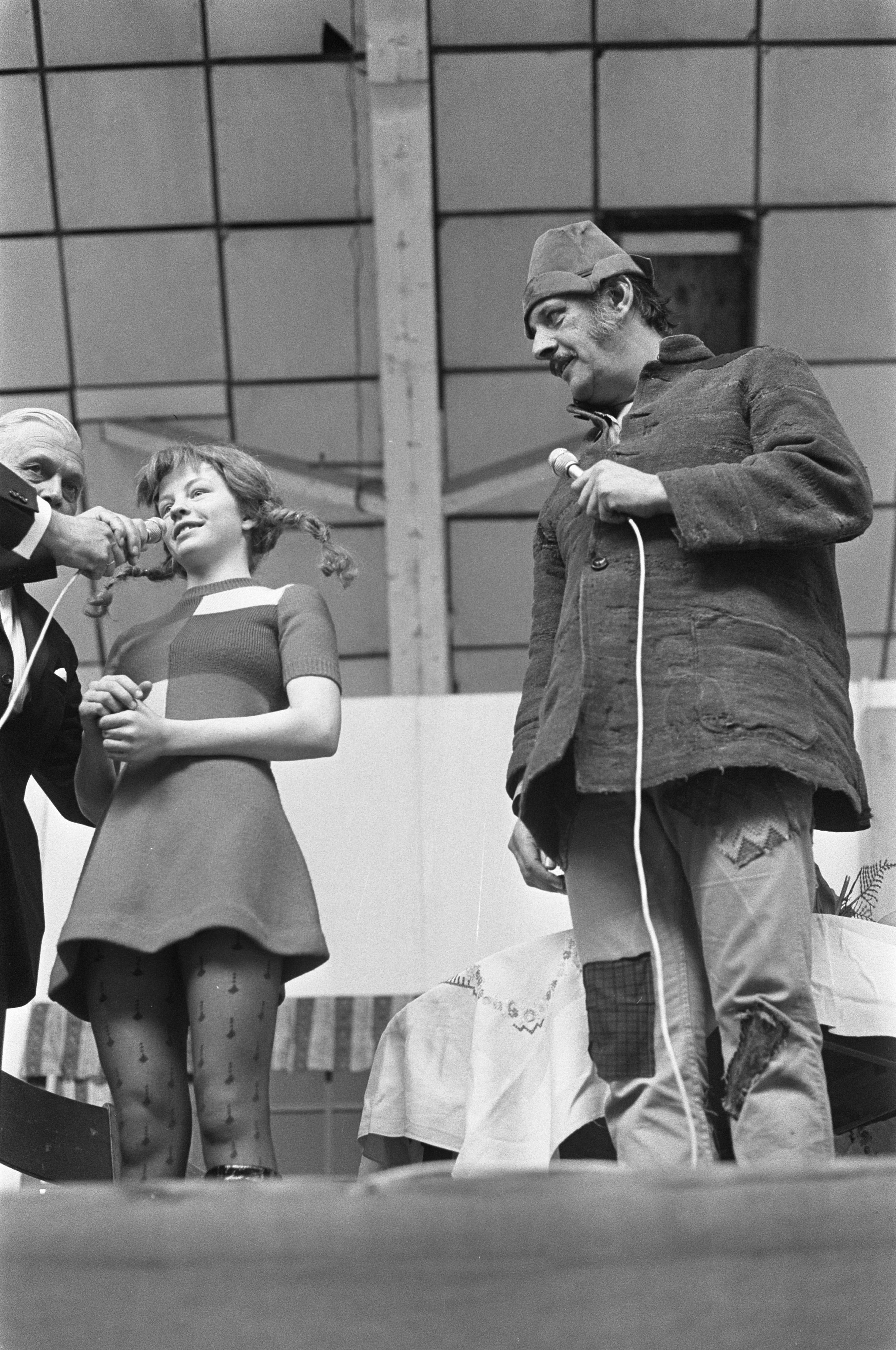
Pippi Langkous (Inger Nilsson) en Swiebertje (Joop Doderer) in de RAI (1972)

Gedurende twintig jaar was Doderer op televisie te zien als Swiebertje. De eerste aflevering werd op 20 april 1955 uitgezonden, en de laatste, waarin Swiebertje naar Canada vertrok, op 25 april 1975. In 2001 beloonden de Nederlandse televisiekijkers deze NCRV-serie met de eenmalige Signaal-prijs voor het beste televisieprogramma van de afgelopen vijftig jaar. Bij de presentatie van de eerste dvd-box onthulde Doderer in 2003 een borstbeeld van Swiebertje in Oudewater; een geschenk van de NCRV en Bridge Entertainment Group, de maatschappij die de dvd's uitbracht. Doderer en zijn goede vriend en manager Henk Bos kregen allebei een replica van het beeld.
Hoewel hij in de loop der jaren steeds meer door zijn rol als Swiebertje dreigde te worden overvleugeld (het zogeheten "swiebertje-effect"), werkte Doderer mee aan tientallen radio- en televisieprogramma's, theatervoorstellingen zoals My Fair Lady (als Alfred Doolittle), en zowel Nederlandstalige als Engelstalige films. Met name tussen 1975 en 1979 was hij in het Verenigd Koninkrijk actief. Aan het eind van zijn loopbaan speelde hij nog een aantal serieuze rollen, onder andere bij Het Zuidelijk Toneel onder regie van de Vlaamse regisseur Ivo Van Hove.
Doderer overleed op 84-jarige leeftijd in een verpleeghuis in zijn woonplaats Roelofarendsveen aan hartfalen. Op 29 september 2005 werd hij begraven op de Amsterdamse begraafplaats Zorgvlied. Henk Bos stond daarna zijn replica van het borstbeeld af, liet het verzwaren en in 2006 werd het beeld geplaatst op het graf van Doderer.
Joop Doderer was sinds 1982 Ridder in de Orde van Oranje-Nassau.

## Filmografie

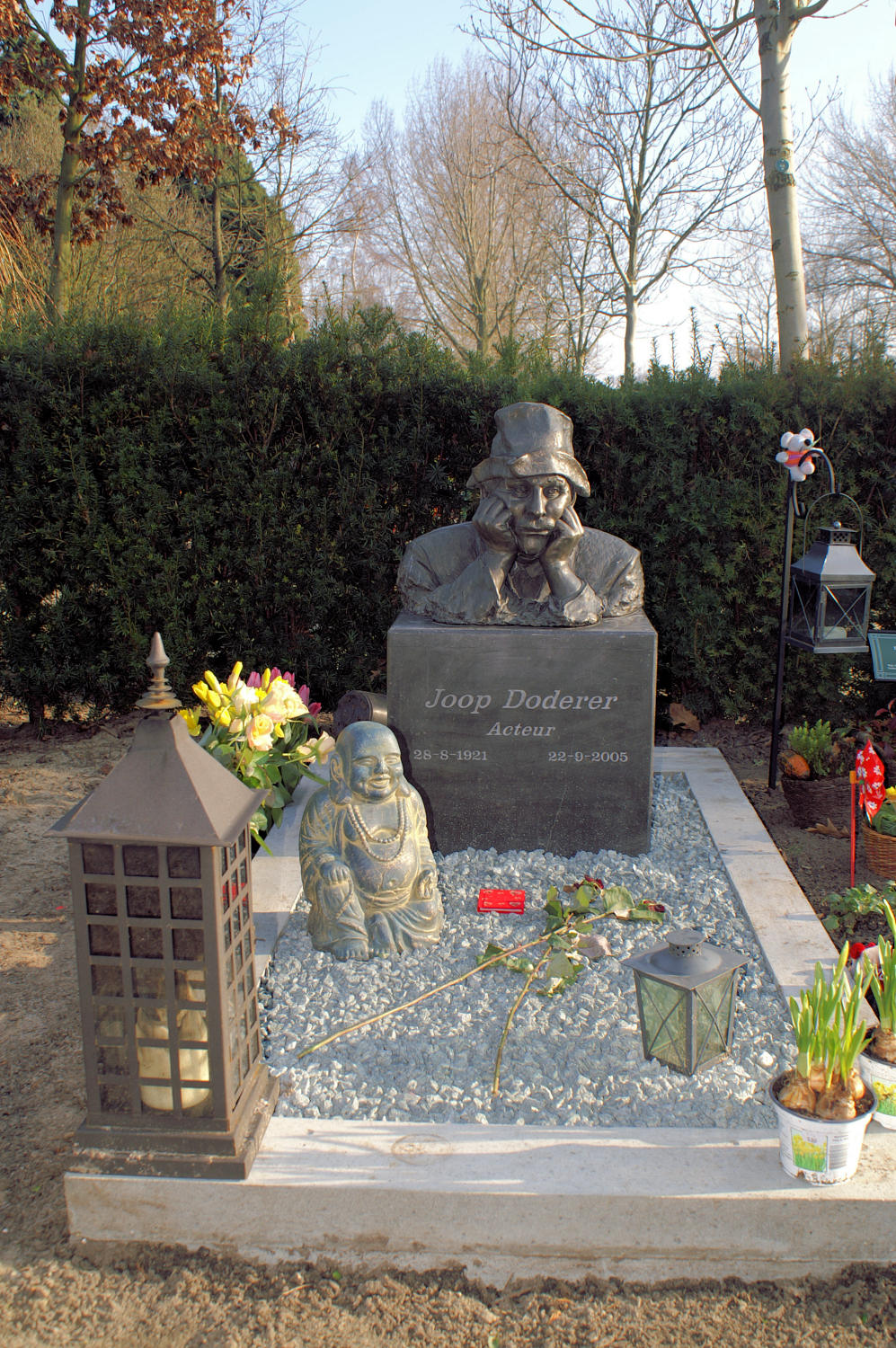
Graf van Joop Doderer

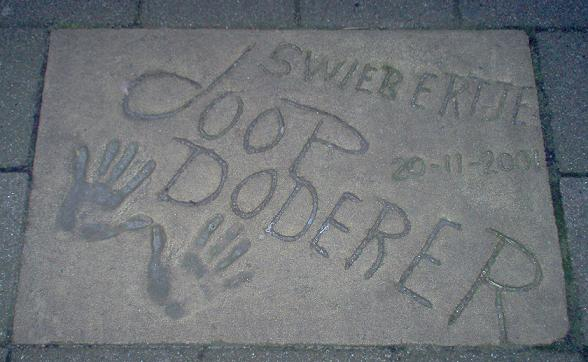
Doderers handafdrukken in de Walk of Fame te Rotterdam

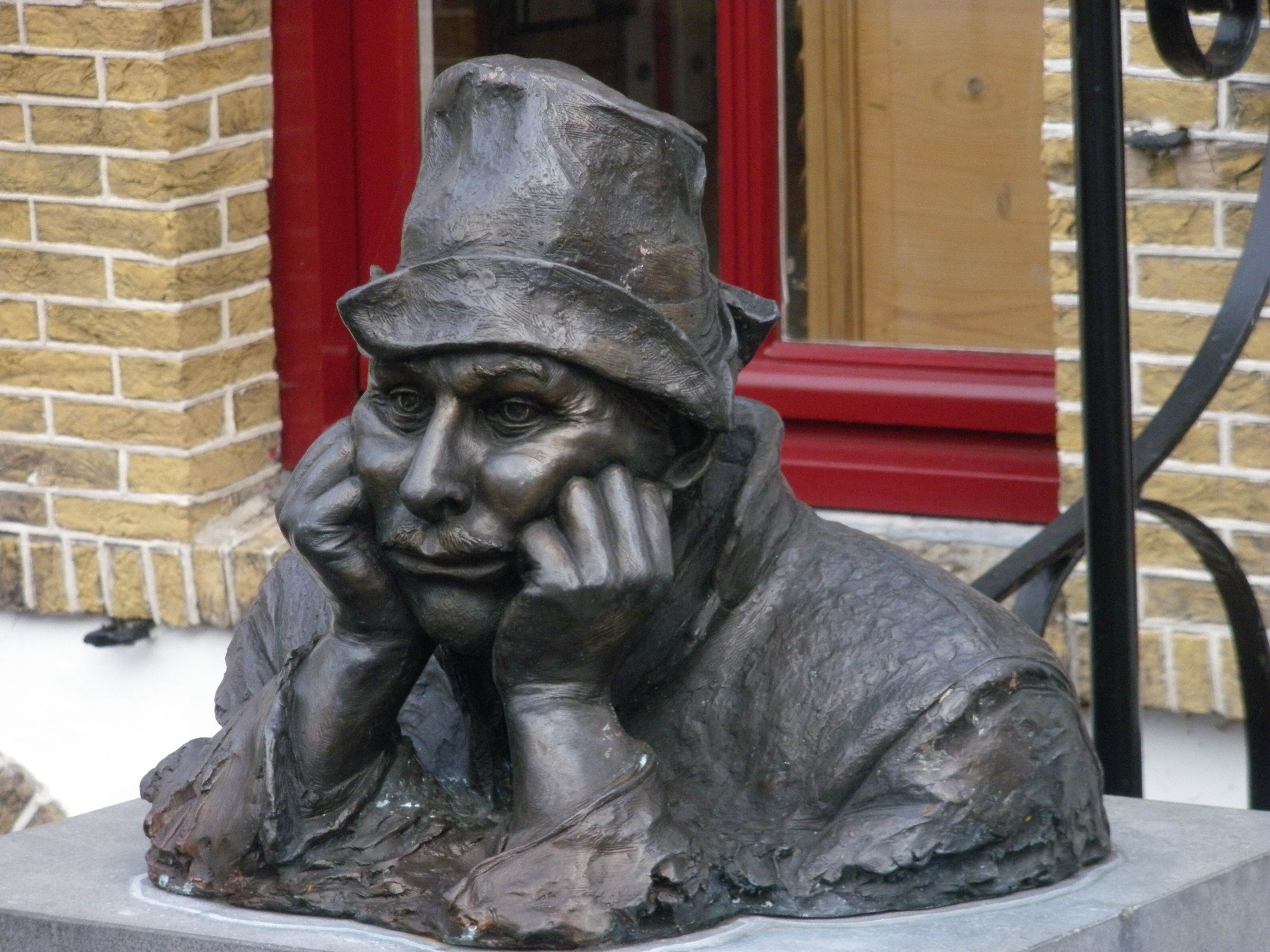
Buste in Oudewater

- Het wonderlijke leven van Willem Parel (1955) - De Groninger
- Swiebertje (televisieserie) - Swiebertje (103 afl., plus vier tv-spelen, 1955-1975)
- Arsenicum en oude kant (televisiefilm, 1960) - Jonathan Brewster
- Oscar (televisiefilm, 1960) - Philippe
- De driestuiversopera (televisiefilm, 1960) - Mackie Messer
- O, kijk mij nou (televisiefilm, 1962) - Inspecteur
- In Holland staat een riddergoed (televisieminiserie, 1962) - Getuige
- Arthur en Eva (televisieserie) - De man van de stomerij (afl. Het testament, 1963)
- Citroentje met suiker (televisieserie) - Nelis de brugwachter (afl. Een mens heeft liefde nodig, Je mottermee leren leven, man!, 1972)
- Op de Hollandse toer (1973) - Buschauffeur
- Dinner for One (sketch, 1975) - Butler James
- Hadleigh (televisieserie) - Ivan Grootman (afl. Hong Kong Rock, 1976)
- De wonderbaarlijke avonturen van professor Vreemdeling (televisieserie, 1977) - Professor Vladimir Vreemdeling
- Uit elkaar (1979) - Zakenman
- Alleen op de wereld (tekenfilmserie, 1979) - Stem van Vitalis en anderen
- The Human Factor (1979) - Cornelius Muller
- Dagboek van een herdershond (televisieserie) - Notaris Persoon (eerste serie, afl. 3, 4 en 8, 1978-1980)
- Laat de dokter maar schuiven (1980) - Pastoor
- Schade en schande (televisieserie, 1982) - Professor Koppijne
- Dikke Vrienden (klucht, 1983) - Wijdeveld/Inspecteur Brandsma
- De ware Jacob (klucht, 1983) - Jakob
- Moord in extase (1984) - Rechercheur Jurriaan de Cock
- Lief zijn voor elkaar (klucht, 1984) - Conciërge
- De prooi (1985) - Wim Gerritsen
- Oscar (klucht, 1985) - Meneer Bubbelman
- 'n Moordstuk (klucht, 1985) - Adjudant Bert Verhage
- De kip en het ei  (komische televisieserie, 1985-1986) - Chef Ab
- Drie is te veel (klucht, 1988) - Monteur Driekus/Butler Drie Uilebal (rol in rol)
- Wilde harten (1989) - Ormas
- Een fijn span (klucht, 1989) - Butler Engelbert/advocaat Harry de Glint (rol in een rol)
- Tatort (televisieserie) - Politie-ambtenaar Bolt in Rotterdam (afl. Medizinmänner, 1990)
- Laat je niet kisten (klucht, 1990) - Ludovic Mericourt
- Iris (televisieserie, 1992) - Versteeg
- In de Vlaamsche pot (komische televisieserie, 1990-1994) - Opa van Patricia
- De Sylvia Millecam Show (televisieserie) - Leo Bouwman (afl. Een dag om nooit te vergeten, 1995)
- Hoogste tijd (1995) - Pierre de Vries
- Joop en Gaston (televisieserie, 1995-1996) - Joop
- 't Zal je gebeuren... (televisieserie) - Simon (afl. Het zijn maar spullen, 1998)
- De keerzijde (televisieserie) - Opa (afl. Nooit nee, 1998)
- Thuisfront (televisiefilm, 1998) - Leo
- De kapsalon (televisiefilm, 1999) - Meneer Oudhof
- Kruimeltje (1999) - Koster
- Spangen (televisieserie) - (afl. Geen verzet, 1999)
- Viva Boer Gerrit (televisiefilm, 2000) - Rol onbekend
- Dial 9 for Love (2001) - Hendrik
- Dok 12 (televisieserie) - Opa Bombi (afl. Dood Duits meisje, 2001)
- De vriendschap (2001) - Professor Rijckevorsel
- Pietje Bell (2002) - Oude man nr.1

## Hoorspelen radio
- Opa Bobby de Koning in Koek & ei, (1957–1961)